# Patronus (Rome)
De patronus was een rijke Romein, die Romeinen zonder familia de steun gaf die hen ontbrak. Deze personen werden clientes genoemd en de groep clientela. 
Ze waren onderling verbonden door amicitia et fides ("vriendschap en trouw"). De clientes brachten hun patronus 's morgens vroeg een salutatio (beleefdheidsbezoek) om hun respect te betuigen. Beide partijen haalden uit deze onderlinge band hun voordeel: de cliens zag zich geruggensteund door zijn patronus en diens familia, terwijl de patronus in oorlogstijd en in de vergaderingen steun kreeg van zijn clientes.
Een bijzondere vorm van clientela vormde die tussen de patronus en zijn libertini (vrijgelatenen), die automatisch zijn clientes werden en het nomen gentilicum van hun vroegere dominus (meester) aannamen. Deze moesten bovendien nog een tijdje bij hun vroegere dominus in dienst blijven. Men kon op deze manier een grote achterban krijgen, die bij verkiezingen een voordeel kon zijn.
Ook in het Romeins leenstelsel speelde de verhouding patronus-cliens een belangrijke rol. Het precarium was een rechtsverhouding tussen patronus en cliens (of precarist in dit geval), die een preces ("bede") richtte tot de grondeigenaar (d.i. de patronus). Dit blijft gelden tot de opzeg door de eigenaar, maar zal door de interdicta van de praetor tegen derden beschermd worden.
Met het afnemen van het belang van familiebanden in Rome sloten sommige clientes zich aan bij de nieuw ontstane groep van het plebs, die wel geen steun kreeg van een familia, maar ook niet afhankelijk was van een patronus.

## Referentie
- Evil Berry, Ab excessu divi Remi, in Evil Berry (ed.), Ab Urbe Condita een geschiedenis van Rome, nl.Wikibooks, 2005.

- J. Facq, art. De relatie tussen patronus en cliens, in De Klassieke Oudheid, 2005.